# 一寸法師

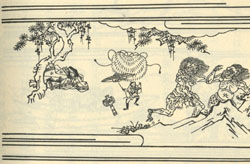
御伽草子

一寸法師（日语：／ Issun-bōshi）是日本的傳說。現在流傳的內容是源自御伽草子。

## 概要
以下是現在一般廣為人知的一寸法師的概要。
無子女的老夫婦向住吉神求子，生得一子，但是身長只有一寸（約現代的3cm），不論經過幾年也長不大。所以名為一寸法師。
某日，一寸法師為了成為武士而上京，以碗為船、筷子為槳、針代替刀、麥稈代替鞘，離家旅行。在京看見豪華氣派的大宅邸，後在邸內工作。在参拜神社的旅行之時，一寸法師保護那戶人家的女兒不被鬼奪走，鬼把一寸法師吞入肚內。一寸法師在鬼的肚中用針刺，鬼因為腹痛將一寸法師吐出，逃到山中。
一寸法師用鬼遺落的小槌敲打，變大成為身長六尺（約現代的182cm）的大人，最後和那戶人家的女兒結婚。又用小槌打出飯、金銀財寶，從此過著幸福的生活。

### 類話
誕生之際身體異常的小的類似物語有桃太郎、瓜子姫、輝夜姫等。包括鬼退治・結婚策略・呪具的要素的內容變化相當多。
丹麦作家安徒生亦有拇指姑娘故事。

## 唱歌
- 1905年（明治38年），巖谷小波作詞的『尋常小學唱歌』「一寸法師」[4]。

## 關連項目
- 御伽草子
- 細江川
- 月光條例

## 脚注
1. ↑  . 大新. 2009. ISBN 978-986-6438-02-8.
2. ↑  岩井宏實.  . プレイブックスインテリジェンス. 青春出版社. 2004: 50頁. ISBN 978-4-413-04081-5.
3. ↑  文:斉藤浩太郎、Pictio編集部、絵:まきせひろし. . Pictio Corporation. ISBN 978-4-9906060-5-3.
4. ↑  新人物往来社. . 新人物往来社. 1995: 298.

## 關連書籍
- 江戶川亂步. . 春陽堂書店. 1993. ISBN 978-4-394-90134-1.

## 外部連結
- 古文一寸法師研究 （页面存档备份，存于）